# Wojna

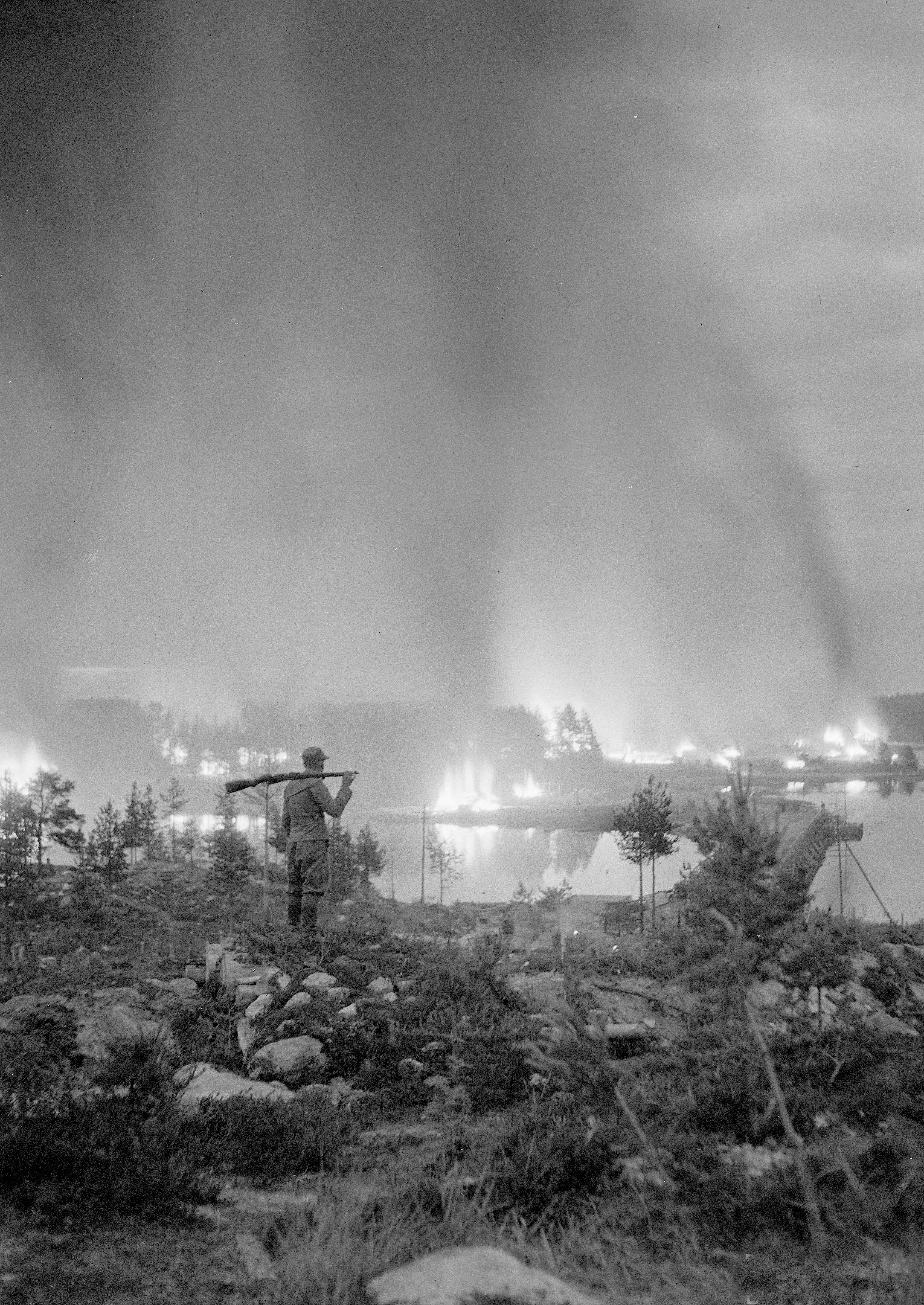
Fiński żołnierz obserwujący płonące miasto Porosoziero w trakcie wojny kontynuacyjnej, 1944 r.

Wojna – zorganizowany konflikt zbrojny między państwami, narodami lub grupami etnicznymi, religijnymi czy społecznymi. Pojęcie trudne do jednoznacznego zdefiniowania.

## Definiowanie
Brak jest jednoznacznej, powszechnie uznanej definicji wojny, jednak próby jej zdefiniowania podejmowane były już od starożytności. 
Cyceron zdefiniował wojnę jako rozstrzyganie sporu przy użyciu siły, według Hugona Grocjusza wojna to stan, w jakim znajdują się osoby toczące spór przy użyciu siły, której następstwem są niezliczone nieszczęścia, które spadają również na niewinnych ludzi. 
Hugo Grocjusz przez pojęcie wojny rozumiał stan, w jakim znajdują się toczący spór przy użyciu siły (Bellum est status per vim certantium qua tales sunt).
Według XIX-wiecznego teoretyka wojny Carla von Clausewitza wojna jest jedynie kontynuacją polityki innymi środkami oraz aktem przemocy, mającym na celu zmuszenie przeciwnika do spełnienia naszej woli.
Zygmunt Cybichowski opisywał wojnę w najogólniejszym znaczeniu jako przeciwieństwo pokoju, w ściślejszym i bardziej rozpowszechnionym jako walkę orężną, a biorąc pod uwagę, że między wypowiedzeniem wojny a rozpoczęciem walki może upłynąć czas przez wojnę rozumiemy w tym wypadku stan, w którym wolno wojować.
Ludwik Ehrlich za wojnę uważa stan walki przede wszystkim za pomocą publicznej siły zbrojnej między dwoma lub więcej podmiotami prawa narodów albo przynajmniej grupami mającymi charakter podmiotów prawa wojny, przy zerwaniu stosunków pokojowych między stronami. Remigiusz Bierzanek nazywa tak stan walki orężnej między państwami, przeciwstawiany stanowi pokoju.

Czym jest wojna?
Celem wojny jest mordowanie, narzędzia wojny to: szpiegostwo, zdrada i podżeganie do niej, ruina mieszkańców, okradanie ich w celu zaopatrzenia armii oraz kłamstwa i oszustwa, które nazywa się wojennym sprytem. Obyczaje wojska: całkowity brak wolności zwany dyscypliną, próżniactwo, grubiaństwo, okrucieństwo, nierząd i brak umiarkowania. A jednak jest to najwyższy status, szanowany przez wszystkich. Wszyscy cesarze... nosili mundury wojskowe, a ten, kto zabił najwięcej ludzi otrzymuje najwięcej orderów. Narody zmagają się, (...) by się nawzajem mordować. Walczą na śmierć i życie, okaleczają tysiące ludzi, a potem odbywają się nabożeństwa dziękczynne za to, że tak wielu ludzi zostało zabitych, a ich liczbę lubi się wyolbrzymiać. Zwycięstwo ogłasza się fanfarami i uważa, że im więcej ludzi zabito, tym większa zasługa. Jak Bóg może patrzeć z góry i słuchać tego wszystkiego?

Nowsze definicje nie uznają wojny za zjawisko czysto militarne, lecz totalne, łączące w sobie politykę wewnętrzną i zagraniczną, gospodarkę i działania wojenne. Na pojęcie wojny składają się zgodnie z nimi zjawiska społeczne, historyczne i klasowe, polegające na regulowaniu sporów i realizowaniu celów politycznych przez zastosowanie przemocy. Wojna to działania wojenne w rozumieniu operacji wojskowych, ale także stan prawny, w którym uznaje się istnienie wojny. W tym kontekście należy wojnę rozumieć jako konflikt z użyciem broni między państwami, blokami państw, narodami czy klasami społecznymi.

### Pojęcie wojny w terminologii prawnej

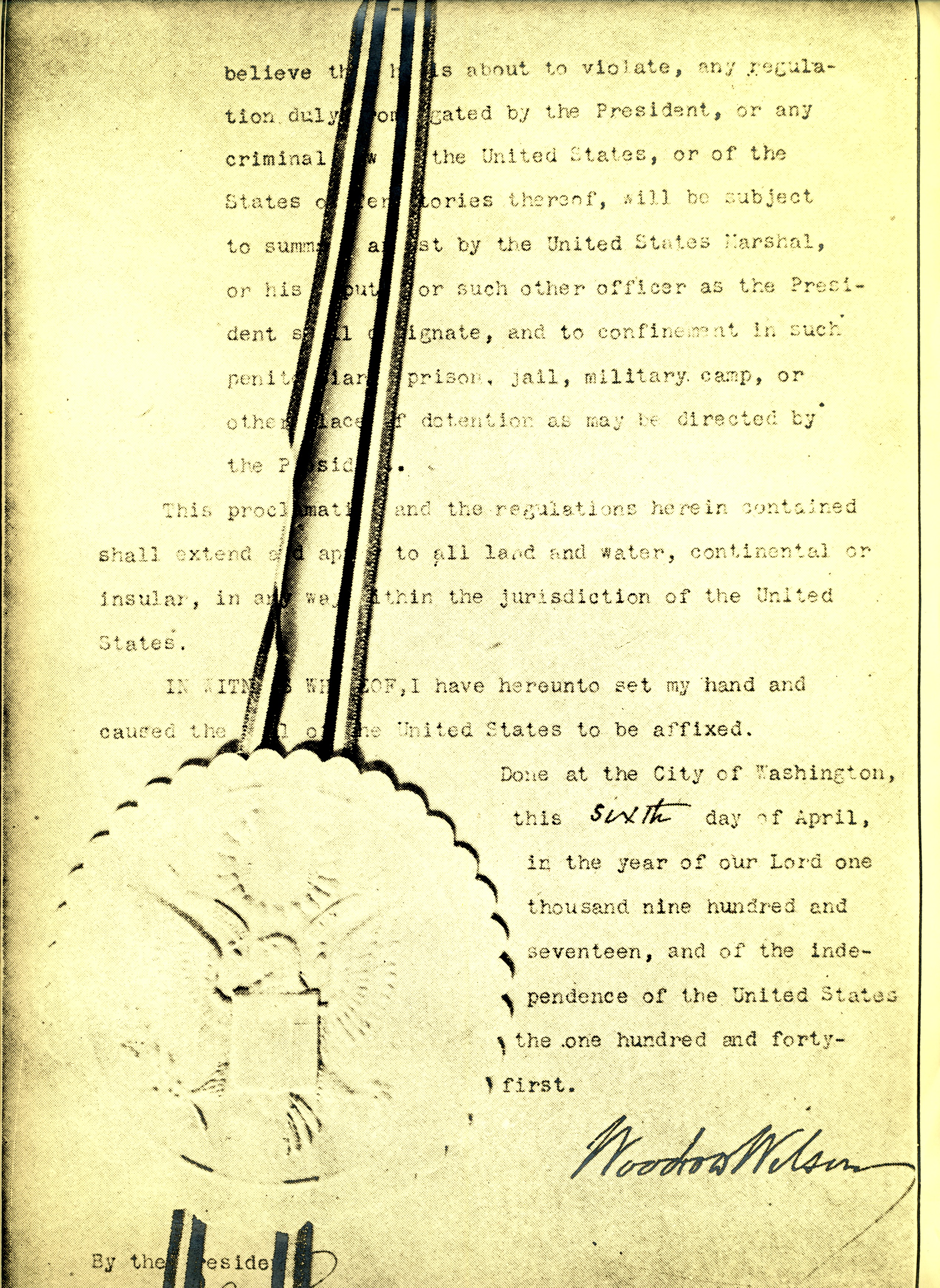
Akt wypowiedzenia wojny Cesarstwu Niemieckiemu przez Stany Zjednoczone, 1917 r.

Wojna w rozumieniu prawnym oznacza zerwanie stosunków pokojowych (w tym także stosunków dyplomatycznych) pomiędzy co najmniej dwoma państwami i przejście do stosunków wojennych, czyli rozpoczęcie walki zbrojnej i wrogich działań skierowanych przez państwa wzajemnie przeciwko sobie. Istniejącą wówczas między tymi państwami sytuację określa się jako stan wojny. Konwencje haskie z 1899 i 1907 r. wymagają, by wojna rozpoczęła się oficjalnym jej wypowiedzeniem przez jedno z państw. 
Państwa toczące wojnę zobowiązane są do przestrzegania prawa konfliktów zbrojnych (jak np. zakaz stosowania broni masowego rażenia, złego traktowania jeńców i ludności cywilnej, zobowiązanie do ochrony dóbr kultury itp.) i do uszanowania neutralności pozostałych państw.
Wojnę kończy zwykle zawarcie pokoju, choć brak jednoznacznych reguł zakończenia, poza tym, że zakazane jest zawojowanie, zaś okupacja może być tylko przejściowa.

## Wojna a konflikt zbrojny
Pojęcie konfliktu zbrojnego jest szersze od pojęcia wojny. Obejmuje ono wszelkiego rodzaju walkę zbrojną pomiędzy państwami – nawet wówczas, kiedy wojna nie zostanie wypowiedziana w sposób oficjalny, jak również różnego rodzaju specyficzne konflikty zbrojne, tzn. takie, w których uczestniczą strony nieuznane za podmioty prawa międzynarodowego.
Przykładem konfliktu zbrojnego były walki toczone przez organizację Tamilskie Tygrysy, która miała na celu utworzenie w północnej części Sri Lanki niepodległego państwa tamilskiego – Ilamu. Mimo iż siejącym terror bojownikom udało się zapanować nad pokaźną częścią terytorium Sri Lanki, to utworzone przez nich państwo nie było uznawane za podmiot prawa międzynarodowego, podobnie jak zbrojna formacja Tamilskich Tygrysów, która ponadto została uznana przez USA oraz UE za organizację terrorystyczną.
Każdy konflikt zbrojny może potencjalnie przekształcić się w wojnę.

## Wojna energetyczna i informacyjna

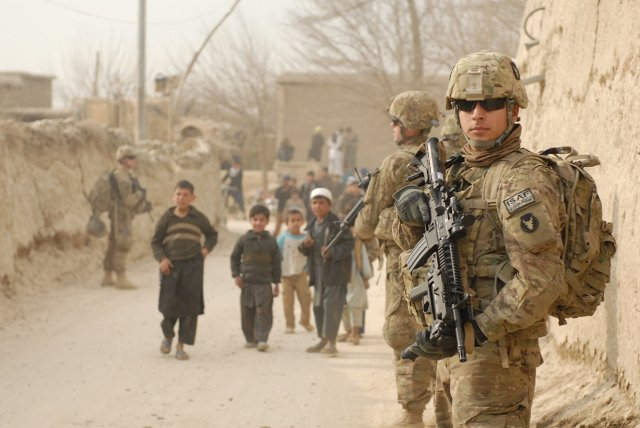
Wojna współczesna: Afganistan

Wojny czasami są dzielone na dwie kategorie: wojny energetyczne i wojny informacyjne. W wojnach energetycznych walczy się z budowlami, zasobami surowcowymi i oporem czynnika ludzkiego, a w wojnie informacyjnej z zasobami informacyjnymi wroga. Różnica polega na stopniu stechnicyzowania użytej broni. W wojnach informacyjnych podbija się przeciwnika informacją – działaniami wywiadu, agentury, propagandą i manipulacją, by wesprzeć działania fizyczne.
Przykładem wojny informacyjnej może być zimna wojna, jaka miała miejsce między USA i ZSRR po II wojnie światowej. W wojnie tej nie doszło do otwartych działań zbrojnych między głównymi stronami konfliktu (prowadzone były wojny zastępcze), miała ona głównie charakter wojny informacyjnej. Może istnieć także sytuacja, gdy w jakiejś wojnie występują zarówno elementy wojny energetycznej, jak i informacyjnej.